# Lingua ge'ez
La lingua ge῾ez (ግዕዝ, traslitterata gə'əz oppure gheez oppure geez) è una lingua semitica estinta, parlata nell'Impero d'Etiopia fino al XIV secolo.
Con una certa approssimazione si potrebbe dire che essa è per l'amarico e tigrino (idiomi  ufficiali dell'odierna Etiopia ed Eritrea) ciò che il latino rappresenta per l'italiano. Attualmente è ancora usata come lingua liturgica della Chiesa ortodossa etiopica e nella Chiesa ortodossa eritrea, e della comunità Beta Israel (o "falascià", cioè etiopi di religione ebraica), nonché dalla Chiesa cattolica etiope. Anticamente veniva parlata nella regione dei Tigrè.
A maggio 2025 è stato presentato in Vaticano  il nuovo messale, interamente tradotto in lingua ge'ez utilizzato dalle comunità cristiane che celebrano in Etiopia ed Eritrea il rito alessandrino.
I fedeli di quella terra in visita a Roma da papa Leone XIV sono stati ricevuti dal titolare del Dicastero orientale, cardinal Gugerotti, dal segretario, l'arcivescovo Michel Jalakh e dal cardinale Giovanni Lajolo. 
Queste comunità  fanno parte delle Chiese orientali cattoliche i cui canti da tempo immemorabile vengono eseguiti  con tamburi, strumenti e danze utilizzando questa antichissima lingua semitica che unisce una comunità di circa cinquecentomila fedeli.

## Origini
Il ge῾ez è classificato come lingua semitico meridionale ed è dunque affine alla lingua del Regno di Saba. Evolve da una precedente lingua proto-semitica etiope anticamente usata nelle iscrizioni reali durante il Regno di Dʿmt (che utilizzavano però i caratteri dell'antico alfabeto musnad). Le prime iscrizioni in alfabeto ge'ez sono datate all'incirca V secolo a.C. La produzione letteraria in Ge'ez, invece, inizia più propriamente con la cristianizzazione dell'area, nel IV secolo, durante il regno di Ezanà di Axum.

## Suddivisioni conosciute
- axumese (o lesan-ghaaz, lesana-gheez) era la lingua del regno etiopico
- lesan-mutzaph era la lingua scritta (da sinistra verso destra)

Si ricorda anche il dialetto di Kamara presso Goa.

## Letteratura
Le opere più conosciute sono:
- Libro di Enoch, testo apocrifo dell'Antico Testamento, il cui originale completo ci è rimasto soltanto in lingua ge῾ez.
- Libro dei Giubilei, altro apocrifo veterotestamentario, il cui testo è sopravvissuto per intero solamente in ge'ez.
- Gloria dei Re, (in originale Kebra Nagast, Chebra Neghèst o Chebra Nagast), scritto da Nebura'ed di Axum nel XIV secolo; parla delle vicende della regina di Saba, del re Salomone e dell'Arca dell'Alleanza.
- Giorgio di Sagla, Arganona Weddase (Arpa di lode), noto anche come Arganona Denghel Maryam (Arpa della Vergine Maria); poema scritto intorno al 1440.